# Thomas Theodore Crittenden
Thomas Theodore Crittenden, född 1 januari 1832 i Shelbyville i Kentucky, död 29 maj 1909 i Kansas City i Missouri, var en amerikansk demokratisk politiker. Han var brorson till USA:s justitieminister John J. Crittenden. 
Crittenden studerade juridik i Kentucky och arbetade som advokat i Missouri. Han var ledamot av USA:s representanthus från Missouri 1873–1875 och 1877–1879. Han var därefter guvernör i Missouri 1881–1885 samt USA:s generalkonsul i Mexico City 1893–1897.
Som guvernör i Missouri erbjöd Crittenden 10 000 dollar till den som infångade revolvermannen Jesse James död eller levande. Detta ledde till att Bob Ford dödade James 1882.
Crittendens grav finns på Forest Hill Cemetery i Kansas City.